# Szent Mihály és Gábriel arkangyalok fatemplom (Boérfalva)
A boérfalvi Szent Mihály és Gábriel arkangyalok fatemplom műemlékké nyilvánított épület Romániában, Máramaros megyében. A romániai műemlékek jegyzékében az  MM-II-m-B-04526 sorszámon szerepel.